# Martial Mbandjock
Martial Mbandjock (* 14. října 1985, Roubaix, Nord-Pas-de-Calais) je francouzský atlet, sprinter.

## Kariéra
V roce 2007 vybojoval na mistrovství Evropy do 22 let v Debrecínu bronzovou medaili v běhu na 100 metrů. Na světovém šampionátu v Ósace skončil ve čtvrtfinále. O rok později na halovém MS ve Valencii neprošel v běhu na 60 metrů do finále. Na letních olympijských hrách v Pekingu skončila jeho cesta v semifinále, kde obsadil časem 10,18 s dělené čtrnácté místo.

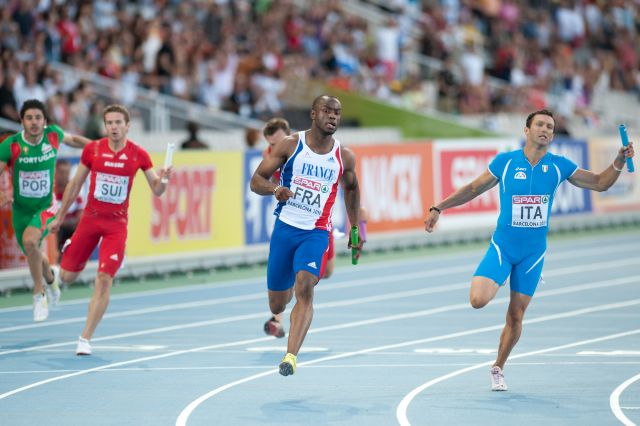
Martial Mbandjock na ME v Barceloně

V roce 2009 získal na středomořských hrách v italské Pescaře zlatou medaili v závodě na 100 metrů. V témž roce na světovém šampionátu v Berlíně postoupil v běhu na 100 metrů do semifinále, kde skončil celkově dvanáctý. Na dvojnásobné trati doběhl ve druhém semifinálovém běhu v čase 20,43 s na pátém místě a postup do finále mu těsně unikl.
Na mistrovství Evropy v atletice 2010 v Barceloně vybojoval tři medaile. Ve vyrovnaném finále běhu na 100 metrů vybojoval bronzovou medaili v čase 10,18 s. Stříbro získal za stejný čas Brit Mark Lewis-Francis. Bez medaile zůstali Portugalec Francis Obikwelu a Brit Dwain Chambers, kteří rovněž proběhli cílem v čase 10,18 s. Druhý bronz získal v běhu na 200 metrů. Nejcennější kov vybojoval ve štafetovém běhu na 4 × 400 metrů, když francouzské kvarteto, za které dále běželi Jimmy Vicaut, Christophe Lemaitre a Pierre-Alexis Pessonneaux proběhlo cílem v čase 38,11 s. Druzí Italové byli o šest setin pomalejší.